# Liste der Bodendenkmäler in Mömbris
Auf dieser Seite sind die Bodendenkmäler in dem unterfränkischen Markt Mömbris zusammengestellt. Diese Tabelle ist eine Teilliste der Liste der Bodendenkmäler in Bayern. Grundlage ist die Bayerische Denkmalliste, die auf Basis des Bayerischen Denkmalschutzgesetzes vom 1. Oktober 1973 erstmals erstellt wurde und seither durch das Bayerische Landesamt für Denkmalpflege geführt wird. Die folgenden Angaben ersetzen nicht die rechtsverbindliche Auskunft der Denkmalschutzbehörde.

## Bodendenkmäler in Mömbris

### Bodendenkmäler in der Gemarkung Daxberg
| Lage               | Objekt                                        | Akten-Nr.     | Bild |
| ------------------ | --------------------------------------------- | ------------- | ---- |
| Daxberg (Standort) | Grabhügel mit Bestattungen der Hallstattzeit. | D-6-5921-0012 |      |

### Bodendenkmäler in der Gemarkung Hörstein
| Lage                | Objekt                       | Akten-Nr.     | Bild |
| ------------------- | ---------------------------- | ------------- | ---- |
| Hörstein (Standort) | Vorgeschichtliche Grabhügel. | D-6-5920-0022 |      |

### Bodendenkmäler in der Gemarkung Königshofen a.d.Kahl
| Lage                            | Objekt                              | Akten-Nr.     | Bild |
| ------------------------------- | ----------------------------------- | ------------- | ---- |
| Königshofen a.d.Kahl (Standort) | Neuzeitliche Hofwüstung Ehlingshof. | D-6-5921-0082 |      |

### Bodendenkmäler in der Gemarkung Mensengesäß
| Lage                   | Objekt | Akten-Nr.     | Bild           |
| ---------------------- | --- | ------------- | -------------- |
| Mensengesäß (Standort) | Archäologische Befunde des Mittelalters und der Neuzeit im Bereich der Hüttenberger Kapelle sowie der Hofwüstung Hüttenberg. Siehe auch: Hüttenberger Kapelle | D-6-5921-0141 | weitere Bilder |

### Bodendenkmäler in der Gemarkung Mömbris
| Lage                                       | Objekt | Akten-Nr.     | Bild           |
| ------------------------------------------ | --- | ------------- | -------------- |
| Mömbris (Standort)                         | Spätmittelalterlicher Burgstall.                                                                                                   | D-6-5920-0068 |                |
| Mömbris Wendelinusstraße 21 (Standort)     | Archäologische Befunde im Bereich der neuzeitlichen Kapelle St. Wendelin in Brücken. Siehe auch: Brücken (Mömbris)                 | D-6-5920-0138 | weitere Bilder |
| Mömbris Johannesberger Straße 1 (Standort) | Archäologische Befunde im Bereich der frühneuzeitlichen Katholischen Pfarrkirche St. Cyriakus von Mömbris mit ummauertem Kirchhof. | D-6-5921-0135 | weitere Bilder |

### Bodendenkmäler in der Gemarkung Reichenbach
| Lage                   | Objekt                                     | Akten-Nr.     | Bild |
| ---------------------- | ------------------------------------------ | ------------- | ---- |
| Reichenbach (Standort) | Grabhügel vorgeschichtlicher Zeitstellung. | D-6-5920-0070 |      |

### Bodendenkmäler in der Gemarkung Schimborn
| Lage                              | Objekt | Akten-Nr.     | Bild           |
| --------------------------------- | --- | ------------- | -------------- |
| Schimborn Klosterweg 2 (Standort) | Archäologische Befunde im Bereich der spätneuzeitlichen Katholischen Pfarrkirche St. Jakobus Major von Schimborn mit mittelalterlichen und neuzeitlichen Vorgängerbauten sowie ehemalige frühneuzeitlichem Kloster und Körpergräbern im ummauerten Kirchhof. Siehe auch: Schimborn, Körpergrab | D-6-5921-0143 | weitere Bilder |
| Schimborn (Standort)              | Archäologische Befunde im Bereich der frühneuzeitlichen Kapelle bei Schimborn. | D-6-5921-0146 |                |